# Xanthocryptus immixtum
Xanthocryptus immixtum är en stekelart som beskrevs av Cheesman 1936. Xanthocryptus immixtum ingår i släktet Xanthocryptus och familjen brokparasitsteklar. Inga underarter finns listade i Catalogue of Life.